# ブリタニア (戦列艦・1682年)
| ブリタニア                                                                     | ブリタニア                                                                     |
| 僚艦とともに帆走するブリタニア（アイザック・セールメーカーによる絵画、1683年） | 僚艦とともに帆走するブリタニア（アイザック・セールメーカーによる絵画、1683年） |
| 艦歴                                                                           | 艦歴                                                                           |
| ------------------------------------------------------------------------------ | ------------------------------------------------------------------------------ |
| 運用者                                                                         | イギリス海軍                                                                   |
| 建造                                                                           | チャタム工廠 （フィネアス・ペット2世）                                         |
| 進水                                                                           | 1682年                                                                         |
| その後                                                                         | 1749年解体                                                                     |
| 性能諸元                                                                       |                                                                                |
| クラス                                                                         | 100門1等戦列艦                                                                 |
| トン数                                                                         | 1620 70⁄94bm                                                                   |
| 全長                                                                           | 砲列甲板：167ft 5in(51m)                                                       |
| 全幅                                                                           | 47ft 4in(14.4m)                                                                |
| 喫水                                                                           | 17ft 2.5in(5.2m)                                                               |
| 推進                                                                           | 帆走（3本マストシップ）                                                        |
| 兵装                                                                           | 各種口径の砲100門                                                              |
| 性能諸元（1719年再建造）                                                       |                                                                                |
| クラス                                                                         | 100門1等戦列艦                                                                 |
| トン数                                                                         | 1894 77⁄94bm                                                                   |
| 全長                                                                           | 砲列甲板：174ft 6in(53.2m)                                                     |
| 全幅                                                                           | 50ft 2in(15.3m)                                                                |
| 喫水                                                                           | 20ft 1in(6.1m)                                                                 |
| 推進                                                                           | 帆走（3本マストシップ）                                                        |
| 兵装                                                                           | 各種口径の砲100門                                                              |

ブリタニア(HMS Britannia)はイギリス海軍の100門1等戦列艦。

## 艦歴とエピソード
ブリタニアはチャタム工廠においてフィネアス・ペット2世の手で建造され、1682年に進水した。
1705年には神聖ローマ皇帝カール6世を乗せてカタルーニャへの航海を行った。
1715年にブリタニアには分解が命じられウリッジ工廠で再建造が行われた。そして、1719年10月30日に再び100門1等艦として進水した。
また、1734年から1736年にかけて、3代準男爵タンクレッド・ロビンソンが艦長としてこの船を指揮していたことでも知られている。
1745年からブリタニアは港に係留され、1749年に解体された。